# Prudencio Máximo Ibarguren
Prudencio Máximo Ibarguren (Bragado, 1898-desconocido) fue un trabajador ferroviario y político argentino del Partido Peronista, que se desempeñó como diputado nacional (1948-1952) y como senador nacional (1952-1955) por la provincia de Buenos Aires.

## Biografía
Nació en Bragado (provincia de Buenos Aires) en 1898. Era tío materno de Eva Perón.
Fue empleado ferroviario desde 1914, ejerciendo diversas actividades a lo largo de su carrera. Llegó a ser jefe de la estación Mariano Miró del ramal ferroviario Bragado-Lincoln-Villegas-Realicó-Colonia Alvear (Ferrocarril Oeste de Buenos Aires), en el entonces Territorio Nacional de La Pampa.
En política, adhirió a la Unión Cívica Radical en los años 1920 y desde 1946, al peronismo.
En las elecciones legislativas de 1948, fue elegido diputado nacional por la provincia de Buenos Aires, por el Partido Peronista, con mandato hasta 1952. Fue vocal en la comisión de Juicio Político.
En las elecciones legislativas de 1951, fue elegido senador nacional por la provincia de Buenos Aires, completando su mandato en abril de 1955. Fue presidente de la comisión de Comunicaciones y vocal en la comisión de Obras Públicas. También formó parte de la comisión especial sobre iniciativas para el segundo plan quinquenal, publicando Las comunicaciones y los transportes al servicio de la economía nacional.
Tras el golpe de Estado de septiembre de 1955, fue detenido.